# Vangelis Pavlidis
Vangelis Pavlidis (řecky: Βαγγέλης Παυλίδης; * 21. listopadu 1998 Soluň) je řecký fotbalista, který hraje na hrotu útoku za portugalský klub Benfica Lisabon.
Začínal v soluňském klubu Bebides 2000 FA, v roce 2014 přestoupil do VfL Bochum. V květnu 2016 poprvé nastoupil ve druhé Bundeslize. V roce 2018 odešel na hostování do rezervního týmu Borussie Dortmund. Od ledna 2019 hrál v Nizozemsku za Willem II Tilburg a v dubnu téhož roku s klubem uzavřel stálou smlouvu. Byl nominován na Cenu Ference Puskáse za branku vstřelenou po individuální akci proti Fortuně Sittard. V roce 2021 se stal hráčem AZ Alkmaar. V sezóně 2023/24 byl autorem 29 branek a byl spolu s Luukem de Jongem z PSV Eindhoven nejlepším střelcem Eredivisie. Dvakrát byl v nizozemské nejvyšší soutěži vyhlášen hráčem měsíce. Pak přestoupil do Benfiky, s níž vyhrál v roce 2025 Taça da Liga. V utkání Ligy mistrů proti FC Barcelona 21. ledna 2025 zaznamenal hattrick.
Od září 2019 hraje za řeckou reprezentaci. V říjnu téhož roku dal svůj první reprezentační gól v kvalifikačním utkání proti Bosně a Hercegovině. Vstřelil obě branky Řeků při historickém vítězství 2:1 na půdě Anglie v Lize národů UEFA 2024/2025 a svůj výkon věnoval památce spoluhráče George Baldocka, který tragicky zemřel den před utkáním.